# رایور
رایور (به انگلیسی: Raver) یک منطقهٔ مسکونی در هند است که در بخش جلگاون واقع شده‌است. رایور ۲۵٬۹۴۹ نفر جمعیت دارد و ۲۴۸ متر بالاتر از سطح دریا واقع شده‌است.